# Поршеш
Поршеш (порт. Porches) — район (фрегезия) в Португалии, входит в округ Фару. Является составной частью муниципалитета Лагоа. По старому административному делению входил в провинцию Алгарве (регион). Входит в экономико-статистический субрегион Алгарве, который входит в Алгарве. Население составляет 1901 человек на 2001 год. Занимает площадь 15,57 км².